# Céramologie
La céramologie est une discipline liée à l'archéologie dont l'objectif est d'étudier les objets en terre cuite regroupés sous le terme de céramiques (poteries, briques, tuiles, carreaux, etc.). Elle comprend l'étude typologique des techniques de fabrication (façonnage, traitement des surfaces, cuisson), de leurs formes, et celle des motifs décoratifs, qui peuvent être estampés, incisés, gravés, appliqués ou peints sur les artefacts.
En tant que science annexe à l'archéologie, elle vise également à fonder les bases de la datation des céramiques afin d'en établir une chronologie relative. Elle contribue, à travers l'analyse des matériaux utilisés pour constituer la pâte, comme l'argile et le dégraissant, à définir l'origine géographique des céramiques et, partant, l'étendue des aires culturelles et des courants économiques qui existaient lors de leur production.